# Martinho de Mendonça de Pina e Proença
Martinho de Mendonça de Pina e Proença (1693-1743) fue un hidalgo portugués de la Casa Real, escritor, funcionario y soldado, activo durante el reinado de Juan V. 
Nacido en Guarda, formado en la Escola de Artes de Coímbra, marchó en su juventud a combatir a los turcos en Hungría. Con posterioridad visitó París y, de vuelta a Portugal, se integró en la Academia Real de História Portuguesa, siendo además Familiar del Santo Oficio. Ocupó posiciones relevantes en la década de 1720, siendo bibliotecario de la Real Biblioteca y, con posterioridad, enviado a Madrid entre 1726 y 1729 para preparar los enlaces matrimoniales de las casas reales de ambos países. En 1733, marchó a Minas Gerais, donde tuvo papel significativo en la introducción del sistema de capitación, y llegó a ser Gobernador General del territorio, durante la disputa por la colonia del Sacramento entre Portugal y España. Regresó a Lisboa en 1738, habiendo recibido títulos y honores por su labor en Brasil. Falleció cinco años más tarde, tras larga dolencia. Como escritor, deben destacarse, en portugués, Apontamentos para a educação de um menino nobre (1734), obra sobre la enseñanza muy en línea con la sensibilidad del siglo XVIII, y en español, un breve opúsculo compuesto durante su estancia en Madrid, con el pseudónimo de Ernesto Frayer,  en el que replica al padre Benito Jerónimo Feijoo y su Teatro crítico universal, Discurso philologico critico, sobre el corolario del discurso XV del Theatro Critico Universal, Madrid: 1727.